# 波維多夫
51°19′32″N 30°39′55″E / 51.32556°N 30.66528°E
波維多夫（烏克蘭語：Повідов），是烏克蘭北部切爾尼希夫州切爾尼希夫區米哈伊洛-科秋宾斯凯市镇的村落。始建於1940年，面積0.8平方公里，海拔高度104米，2001年人口214，人口密度每平方公里270.9人。